# Sara Löfgren
Sara Löfgren, cantante sueca, nacida el 11 de abril de 1977, en la localidad de Varberg. Comenzó a cantar a la edad de 12 años, y desde entonces se ha dedicado totalmente al mundo de la música. Compone la mayoría de sus temas, y durante una época trabajó como profesora de música en la escuela de su localidad natal. En 2001 tuvo su primera hija, Leia.
Se hizo famosa en su país gracias al programa Fame Factory, en el que se buscaban nuevos talentos musicales. En dicho concurso, publicó sus temas "Starkare", "Som Stormen" y "Aldrig". Su álbum debut "Starkare" vendió más de 60.000 ejemplares.
Participó en el Melodifestivalen 2004 con el tema "Som Stormen", alcanzando la séptima posición. Ese mismo año fue nominada a dos premios Nordic Music Award y a dos Premios Gaygalan.
Aparte de su trabajo en el mundo de la música, ha participado en diferentes programas de la televisión sueca, tales como TV-Huset, QX-Galan, Combo, En Kväll För Världens Barn, etc., la mayoría de ellos con fines benéficos.
En el 2007, fue miembro de la banda sueca de metal gótico Those We Don't Speak Of, pero abandonó debido a su embarazo.

## Discografía

### Sencillos
- "Starkare" ("Más Fuerte")
- "För Alltid" ("Para Siempre")
- "Som stormen" ("Como Una Tormenta")
- "Lite kär" ("Pequeño Tesoro")
- "Fastän regnet öser ned" ("Aunque Diluvie")

### Álbum
- "Starkare"